# Bernhard VII van Lippe
Bernhard VII (1429 – 2 april 1511), bijgenaamd Bellicosus (de Strijdbare) was heer van Lippe van 1429 tot zijn dood in 1511. Hij was een zoon van Simon IV en Margaretha van Brunswijk-Grubenhagen.
Bernhard huwde rond 27 juli 1452 met Anna van Holstein (1435 – 23 september 1495), dochter van graaf Otto II van Holstein-Schaumburg. Uit dit huwelijk kwamen de volgende kinderen voort:
- Simon (1471 – 1536), heer, later graaf van Lippe
- Bernhard († Brake 1513)
- Margaretha († na 3 april 1527); ∞ (ca 22 februari 1475) graaf Johan I van Rietberg († 1516)
- Anna († [na 27 december 1533); ∞ I (ca 24 november 1470) graaf Otto VII van Hoya (ca 1451 – 1497); ∞ II (1510) graaf Johan II van Nassau-Beilstein (ca 1470 – 1513)
- Elisabeth († ca 1527); ∞ I (ca 22 mei 1475) graaf Johan van Spiegelberg († 1480); ∞ II (1482) graaf Rudolf van Diepholz († 1510)
- Irmgard († na 1524); ∞ (ca 1488) graaf Joost van Hoya († 1507)

Daarnaast had hij tal van onwettige nakomelingen:
- bij Ilseke Trump:
  - Petronella (genoemd 1502-1525)
  - Frederika (genoemd 1502-1544)
  - Walburga (genoemd 1510-1525)
- bij een of meerdere onbekende vrouwen:
  - Elisabeth (Lyse) († na 2 februari 1504); ∞ I (1491) Albert von Exter († ca † 1504); ∞ II Heinrich Furberger († ca 1513); ∞ III (ca. 1513) Johannes Beyrendes
  - Johan (genoemd 1513-1526)
  - Bernard († 1533)
  - Tönnies († ca 1550); ∞ Anna von der Wipper
  - Simon (genoemd 1511)
  - Vincent (genoemd 1511)
  - Barthold (genoemd 1511-1536)
  - Erik (genoemd 1511-1533)